# Fukuchiyama
Fukuchiyama (jap. 福知山市 Fukuchiyama-shi) – miasto w Japonii, na wyspie Honsiu, w prefekturze Kioto.

## Położenie
Miasto leży w północno-zachodniej części prefektury Kioto. Sąsiaduje z miastami: 
- Miyazu
- Maizuru
- Ayabe
- Tamba
- Toyo'oka
- Asago
- Sasayama

## Historia
Miasto powstało 1 kwietnia 1937 roku. W mieście stoi zamek Fukuchiyama.